# بيتر بورن
بيتر بورن (بالإنجليزية: Peter Bourne)‏ هو عالم إنسان أمريكي وبريطاني، ولد في 1939 في أكسفورد في المملكة المتحدة.